# بلدة غلين أربور (ميشيغان)
غلين أربور (بالإنجليزية: Glen Arbor Township, Michigan)‏ هي بلدة تقع بولاية ميشيغان في الولايات المتحدة. تبلغ مساحتها 226.8 (كم²)، وترتفع عن سطح البحر 177 م، بلغ عدد سكانها 788 نسمة في عام تعداد الولايات المتحدة 2000 حسب إحصاء مكتب تعداد الولايات المتحدة وتصل الكثافة السكانية فيها 10.6 نسمة/كم2.

## وصلات خارجية
- The US50 - Cities and Towns in Michigan State
- Michigan Cities and Towns, Facts, Map, Flag, Colleges, Government, and More